# Jamný
Jamný je vesnice, část obce Záhoří v okrese Písek v Jihočeském kraji. Leží asi dva kilometry severovýchodně od něj, po levé straně silnice Písek–Tábor. V roce 2011 zde trvale žilo 106 obyvatel.

## Název
Původ názvu Jamný je dle Augusta Sedláčka od slova jam.

## Historie
První písemná zmínka o vesnici pochází z roku 1323, kdy bylo písemně potvrzeno držení této vesnice a obce Tukleky k hradu Zvíkov.
- Roku 1680 zuřil v Čechách mor a v osadě záhořské zemřelo 161 lidí
- Roku 1850 vypukla epidemie cholery
- Roku 1882 a 1903 postihlo osadu hrozné krupobití, byla zničena úroda a potlučena domácí zvířata a lesní zvěř
- Roku 1911 postihl osadu katastrofální požár, při němž skoro všechny usedlosti shořely

## Obyvatelstvo
| Rok            | 1869 | 1880 | 1890 | 1900 | 1910 | 1921 | 1930 | 1950 | 1961 | 1970 | 1980 | 1991 | 2001 | 2011 | 2021 |
| -------------- | ---- | ---- | ---- | ---- | ---- | ---- | ---- | ---- | ---- | ---- | ---- | ---- | ---- | ---- | ---- |
| Počet obyvatel | 356  | 329  | 297  | 263  | 292  | 279  | 225  | 185  | 186  | 169  | 152  | 108  | 97   | 106  | 104  |
| Počet domů     | 37   | 40   | 44   | 42   | 41   | 39   | 45   | 45   | 43   | 47   | 45   | 43   | 50   | 53   | 54   |

## Obecní správa
Při sčítání lidu v letech 1850–1976 Jamný byl samostatnou obcí v okrese Písek. Od 1. dubna 1976 je částí obce Záhoří v okrese Písek. V letech 1850–1879 a v letech 1961–1976 k obci patřila Kašina Hora a v letech 1960–1975 také Temešvár.

## Pamětihodnosti
- Kaple na návsi, přibližně čtvercového půdorysu. Stojí na kamenném podstavci, nahoře zakončena zvoničkou se zvonkem a jehlancovou stříškou a křížkem. Je zasvěcena pravděpodobně Panně Marii Svatohorské.[8] Kaple je vedená v Seznamu kulturních památek v okrese Písek.
- Výklenková kaple ve vesnici u původní cesty na hlavní silnici u čp. 29[9]
- Pomník padlým se nachází na návsi.
- Kamenný kříž poblíž vesnice.
- Dřevěný kříž s plechovým malovaným Kristem u křižovatky poblíž vesnice.
- Hodnotné lidové stavby okolo návsi z druhé poloviny 19. století a počátku 20. století. V Seznamu kulturních památek v okrese Písek jsou vedené usedlosti čp. 1, čp. 7, čp. 20.
- Výklenek pro sochu světce svatého Prokopa je ve zdi u domu čp. 27 [9]

## Galerie

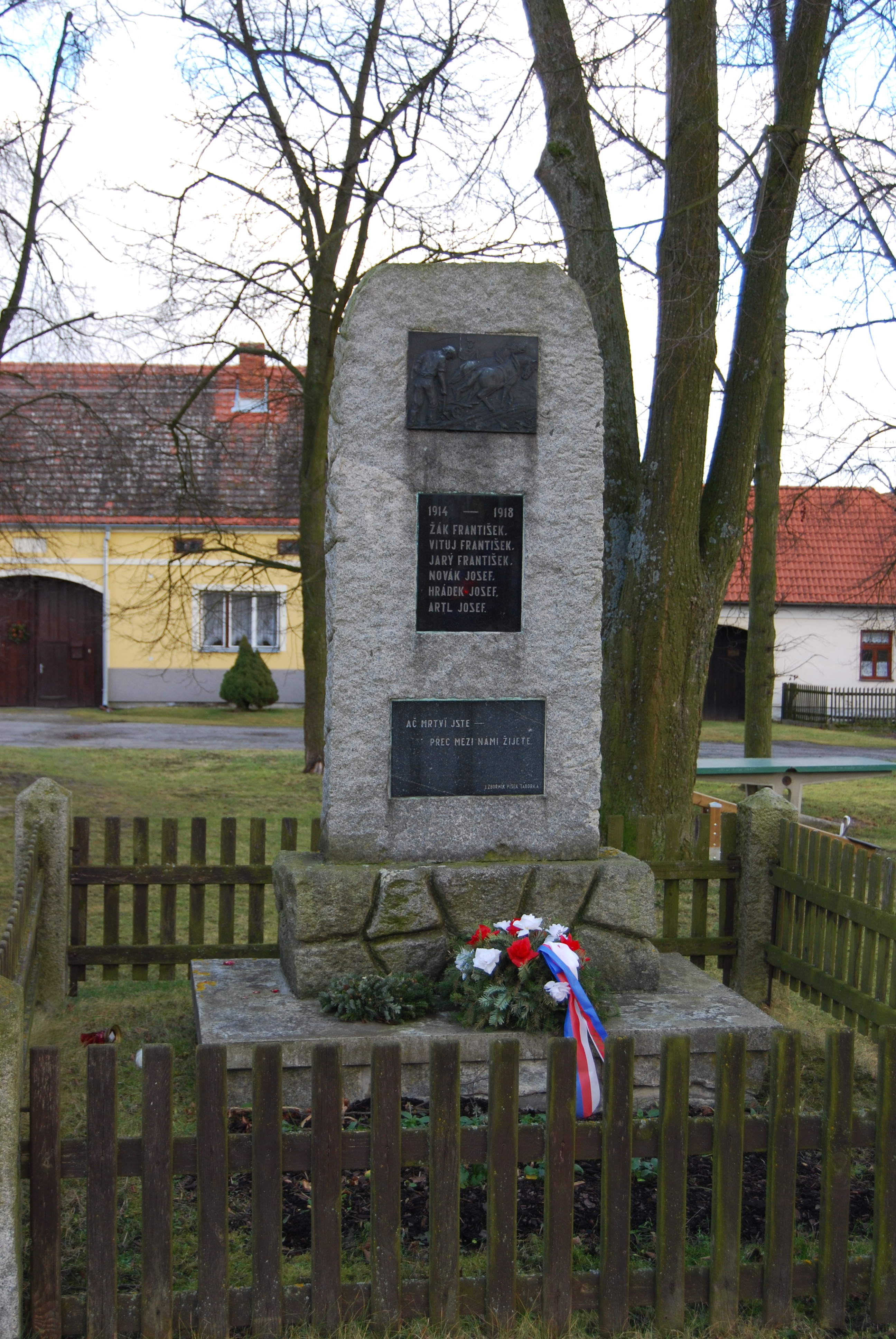
Pomník padlým ve vesnici
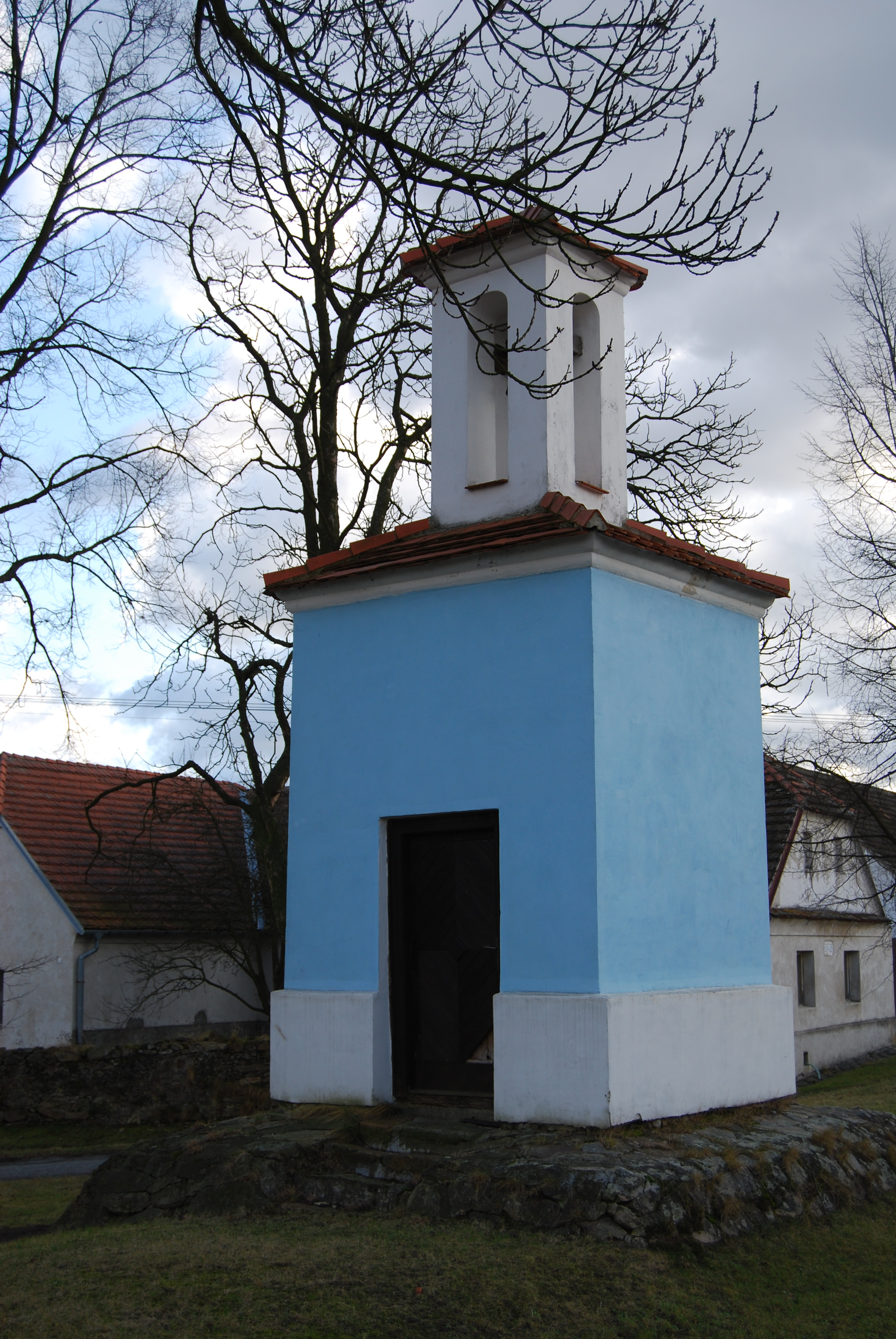
Kaple ve vsi
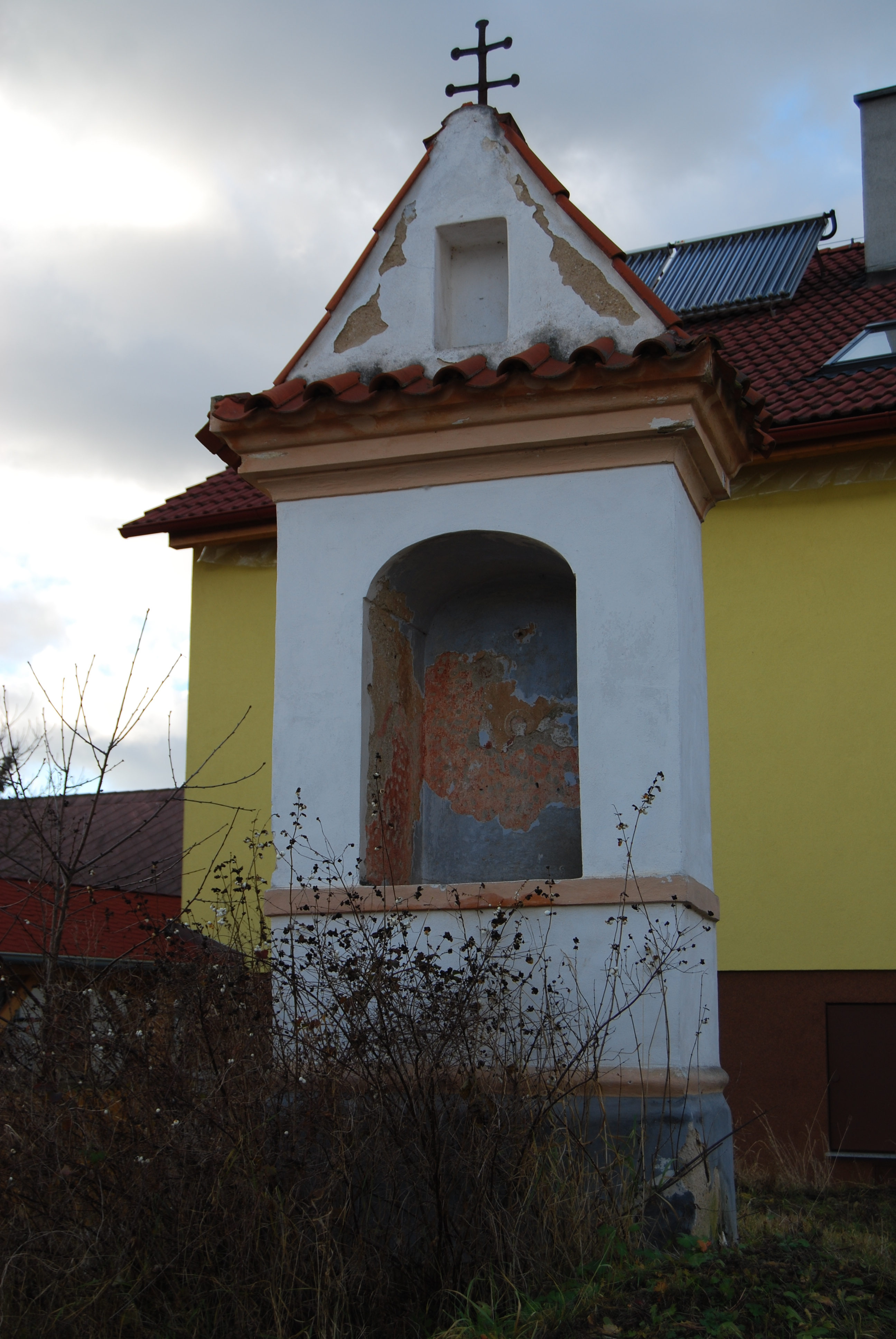
Výklenková kaple ve vsi
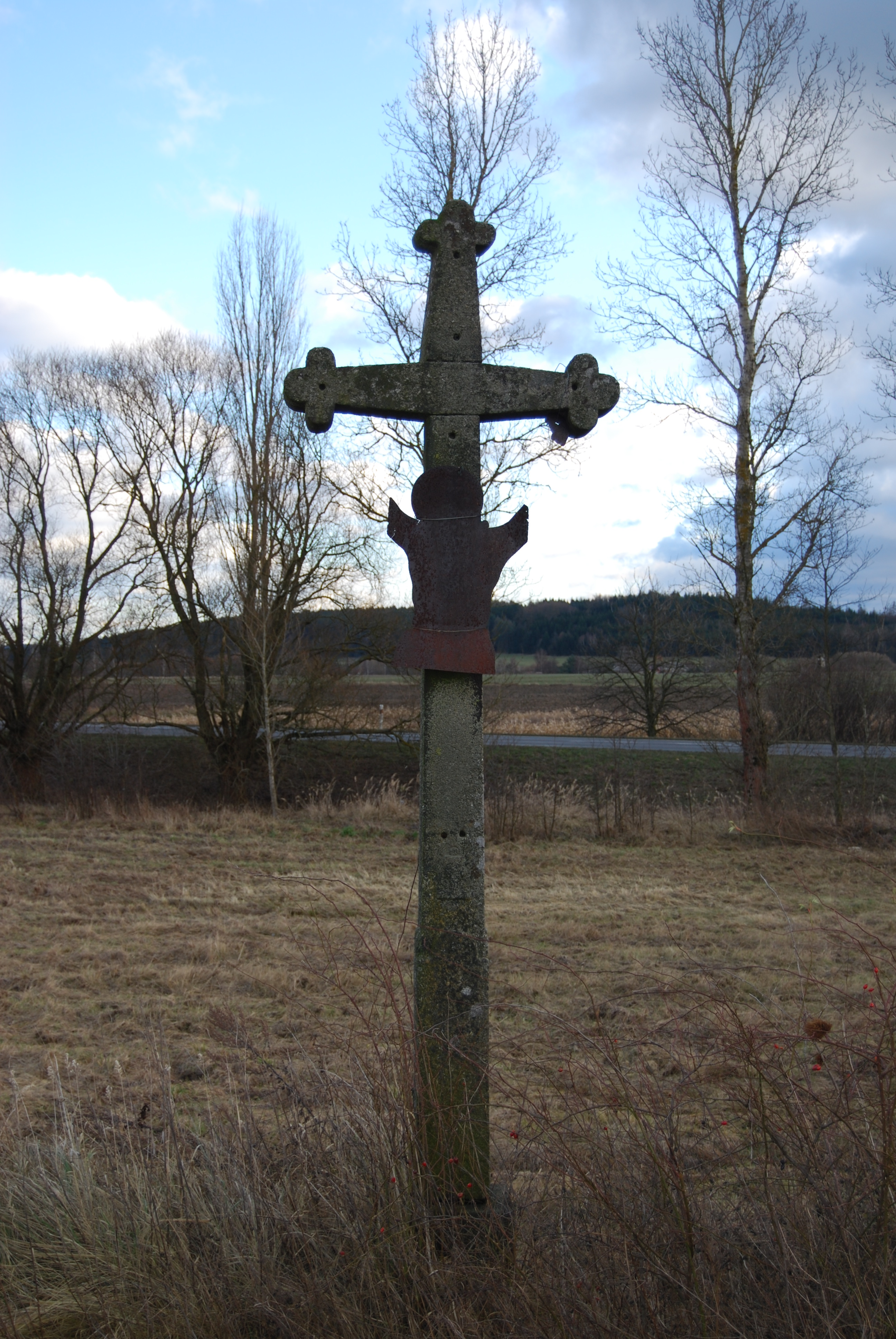
Kamenný kříž u silnice z vesnice
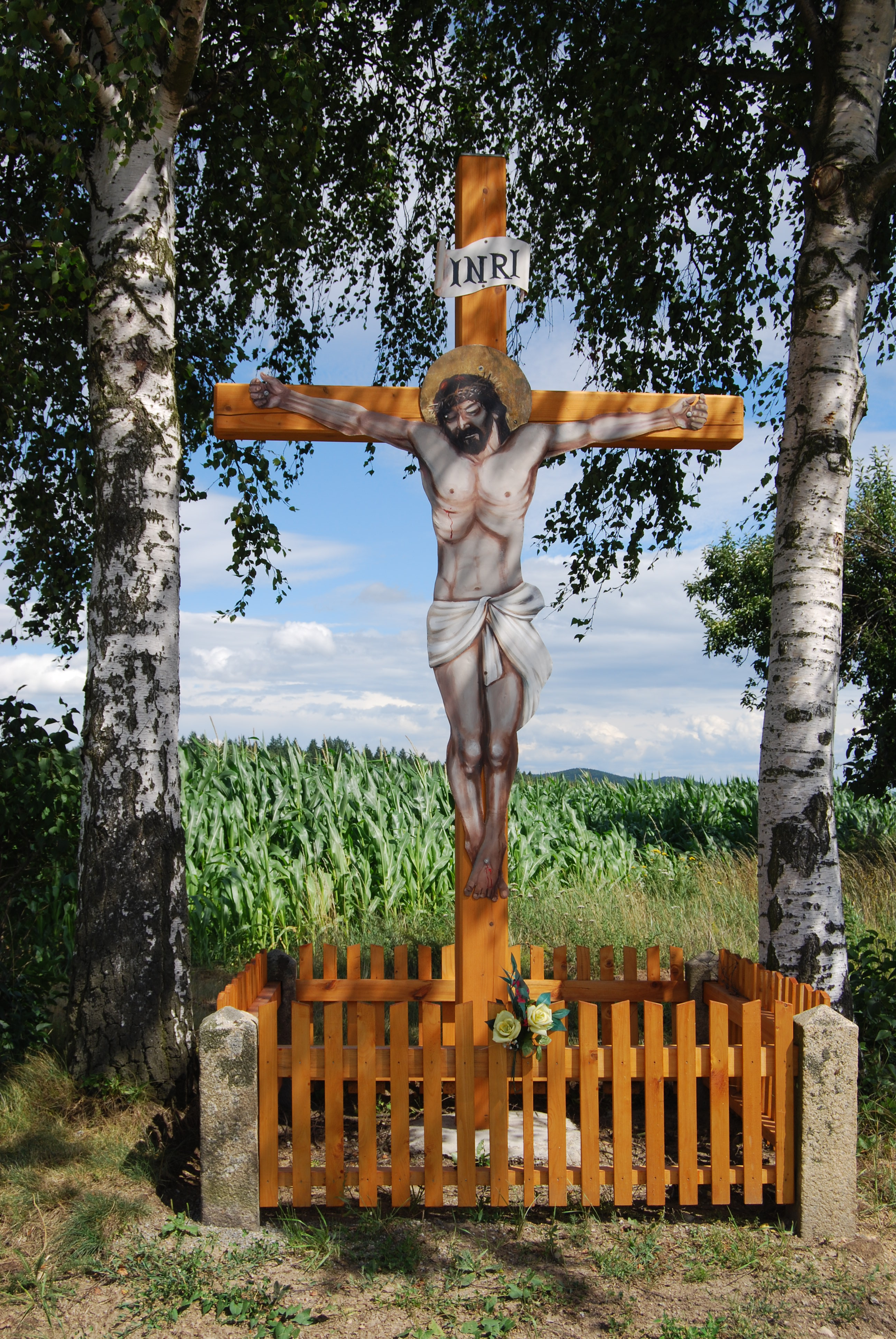
Novější replika dřevěného kříže u křižovatky